# Канчеллара (коммуна)
Канчелла́ра (итал. Cancellara) — коммуна в Италии, расположена в регионе Базиликата, подчиняется административному центру Потенца.
Население составляет 1596 человек, плотность населения составляет 38 чел./км². Занимает площадь 42,12 км². Почтовый индекс — 85010. Телефонный код — 0971.
Покровителем коммуны почитается святой Власий Севастийский, празднование 3 февраля.